# مستعر أعظم 2006gy
م أ 2006 جي واي كان مستعر أعظم نشط للغاية، يشار إليه أحيانًا بأنه مستعر فوق عظيم، الذي تم اكتشافه في 18 سبتمبر 2006. رصده لأول مرة من قبل روبرت كيمبي وب. موندول، ثم درسه بعد ذلك عدة فرق من علماء الفلك باستخدام الإمكانيات المتاحة في مراصد شاندرا وليك وكيك . وفي 7 مايو 2007، أعلنت ناسا وعدد من علماء الفلك أول تحليلات مفصلة عن هذا المستعر الأعظم، واصفين إياه بأنه «أكثر انفجار نجمي مسجل سطوعًا من أي وقت مضى». في أكتوبر 2007، أعلنت كيمبي أن المستعر الأعظم 2005 إيه بي فاق سطوع المستعر الأعظم 2006 جي واي كأكثر المستعر العظمى المسجلة سطوعًا على الإطلاق. أوردت مجلة تايم اكتشاف المستعر الأعظم 2006 جي واي كثالث أهم اكتشاف علمي في عام 2007.

## وصلات خارجية
- Astronomy Picture of the Day  10 May 2007
- NASA's Chandra Sees Brightest Supernova Ever نسخة محفوظة 5 يوليو 2017 على موقع واي باك مشين.
- Workshop on First Stars III website (upcoming conference, links to prior papers)
- Giant exploding star outshines previous supernovas (CNN.com)
- Space.com article on SN 2006gy.
- Star dies in brightest supernova, BBC, Tuesday, 8 May 2007, 03:35 GMT
- The Greatest Show in Space, Time magazine Thursday, May 21st, 2007 Pages 56-57
- Supernova may offer new view of early universe
- Lick Observatory Laser Guide Star Adaptive Optics
- PAIRITEL (telescope) website
- Image SN 2006gy